# 萬屋仁兵衛

## 萬屋仁兵衛
萬屋仁兵衛（よろずや にへい）は からくり人形師。木偶師（でくし）ともいう。 現在2代目。

## 概要
名古屋を中心とする尾張国において、祭で曳行される山車の上で祭囃子に合わせ人形戯を奉納する山車からくり人形が数多く現存している。 歴史上初めてからくり人形が山車に搭載されたのがいつ頃かは定かではない。 江戸時代より現代に至るまで、年に一度の祭礼時に奉納する「からくり人形戯」は無病息災や五穀豊穣を祈り人々が祈願する。 中世における、からくり人形の原点は尾張津島天王祭と熱田天王祭に見られた大山や車楽の上に神の依代として松が立てられたことが始まりである。 名古屋の山車からくりは、例祭である名古屋東照宮の東照宮祭を始めとし、那古野神社の三之丸天王祭、若宮八幡社の若宮祭が名古屋三大祭として尾張藩を挙げて行われた。 七代藩主 徳川宗春（とくがわ むねはる）、十代藩主 徳川斉朝（とくがわ なりとも）のような祭り好きの大名もあらわれ、一時期は三都に勝る繁栄ぶりであったという。 万治元年（1658年）には、本町（本町通名古屋市）の猩々車（戦災により焼失）と桑名町（名古屋市中区）の湯取車（筒井町出来町天王祭）など、からくり人形を主役とする名古屋型の山車が登場する。 江戸時代中期には、名古屋城下町の発展とともに、からくり人形専門の「木偶師（でくし）」が登場し、江戸時代後期にかけ竹田藤吉、竹田源吉、鬼頭二三、玉屋庄兵衛、隅田仁兵衛、住田真守など多くの木偶師が存在し分業制によるからくり人形文化が発展した。 後藤大秀（ごとう だいしゅう・ 1929年 - 2020年）は昭和・平成時代のからくり人形師として活躍した。 現在、文化財復元修理においては文化庁に認められた技術者のみに認可される。江戸時代より残されてきた有形民俗文化財及び無形民俗文化財の一部に指定される、山車からくり人形は基本的に大きな変更は認められず過去の技術を用いて復元修理する。人形師分類における木偶師は特殊な存在といえる。 令和時代において日本文化庁より認められ生業としている現役からくり人形師（木偶師）は、九代目玉屋庄兵衛及び二代目萬屋仁兵衛ほか少数が存在している。

## 初代萬屋仁兵衛（八代目玉屋庄兵衛）
本名は高科正夫（昭和25年（1950年）1月22日）－平成7年（1995年）8月23日）。 昭和25年（1950年）愛知県東春日井群坂下町に七代目玉屋庄兵衛（たまやしょうべい）本名は高科正守（大正12年（1923年）- 昭和63年（1988年）5月18日）の長男として生まれる。 
からくり人形師「玉屋庄兵衛」は享保18年（1733年）から名古屋で続く名門として知られる。名古屋市昭和区御器所にて工房を営む。 昭和50年（1975年）25歳の時に七代目に弟子入り。 昭和63年（1988年）に八代目を継ぎ、山車からくり人形の制作や茶運び人形など座敷人形新調に加えて、コンピューター制御を導入したモニュメントを多数制作。 国内外で多数の個展、作品展を開催するなど、全国有数のからくり人形師として活躍した。 平成7年（1995年）3月に玉屋庄兵衛の屋号は弟へ譲り、人形細工師の隅田仁兵衛から「仁兵衛」の名前をもらいうけ、新しい作品をなんでも創る萬屋（よろずや）と名付ける。萬屋襲名に伴い、出生地である春日井市坂下町へ工房を移転する。同年、初代襲名半年後に肝臓がんのため病没。岐阜県高山市に所在する地中ドーム博物館である飛騨高山まつりの森にて、常設祭屋台「金時台」に搭載するコンピューター操作からくり人形及び体験用糸からくり人形制作中に逝去したため、一番弟子の萬屋仁兵衛文造が引継ぎ制作。

### 初代作品歴(八代目玉屋庄兵衛作）
【コンピューター制御及び電気仕掛、モーター式からくり人形】
- 昭和63年（1988年）瀬戸大橋博「伊予水軍早変わり人形時計」制作。（奥道後壱湯の守へ移設後、現在廃止）
- 平成元年（1989年）愛知県名古屋市若宮大通り「からくり人形時計塔」、石川県金沢市 金沢天徳院「珠姫物語」制作。
- 平成4年（1992年）愛知県名古屋市名古屋港水族館「浦島太郎伝説」、愛知県犬山市 犬山駅東口「からくり人形時計塔 桃太郎伝説」、愛知県蒲郡市三谷温泉ホテル平野屋「竹取物語」、 神奈川県横浜市 横浜人形の家「御所からくり人形」「面かぶり人形」、岐阜県古川町越し太鼓の里祭り会館「三番叟人形」制作。
- 平成5年（1993年）愛知県立豊橋工業高校「からくり人形時計塔・鬼祭」制作。
- 平成6年（1994年）愛知県名古屋市大須万松寺「からくり織田信長人形」、鳥取県鳥取市鳥取世界おもちゃ博物館「福助人形」、金沢市菓子博「品玉人形」制作。

【祭礼用からくり人形】
- 平成元年（1989年）岐阜県高山市高山祭「からくり鶴」制作。
- 平成2年（1990年）三重県四日市市「かめ割り人形」、愛知県犬山市「三番叟人形」制作。
- 平成3年（1991年）岐阜県可児郡御嵩町「橋弁慶人形」、愛知県犬山市「猩々人形」制作。
- 平成6年（1994年）愛知県犬山市「羽衣人形」制作。

【座敷からくり人形】
- 平成4年（1992年）名古屋市がシドニー市へ寄贈「茶運び人形」制作。
- 平成6年（1994年）三重県まつり博「松尾芭蕉人形」「茶運び人形」、鳥取市鳥取世界おもちゃ博物館「茶運び人形」「武者人形」制作。

【創作からくり人形】
- 平成元年（1989年）名古屋市デザイン博「橋弁慶人形」制作。（現在、名古屋能楽堂に展示中）
- 平成2年（1990年）金沢市「からくり芝居 芋掘り藤五郎人形」制作。
- 平成4年（1992年）岐阜県高山市獅子会館「変身からくり美女の舞」「綾渡り角兵衛獅子人形」制作。
- 平成5年（1993年）飛騨市古川町祭り会館「弁慶・牛若丸人形」制作

### 初代展示・寄贈歴（八代目玉屋庄兵衛）
- 昭和60年（1985年）初個展（八代襲名前）「名古屋市 人形ギャラリーくすのき」
- 昭和62年（1987年）二回目作品展（八代襲名前）「名古屋市 今池ガスビルギャラリー」
- 平成元年（1989年）三回目作品展「名古屋市 アオヤギギャラリー」、熊本博物館「こども科学展」、名古屋市がロサンゼルス市に寄贈「河水車（四分の一山車模型、からくり人形含む）」制作。
- 平成2年（1990年）四回目作品展「京都四条たち吉スタジオ」、名古屋市有松山車会館へからくり人形寄贈。
- 平成3年（1991年）五回目作品展「名古屋市 アオヤギギャラリー」
- 平成4年（1992年）熊本市社会福祉団体へからくり人形一式寄贈。
- 平成5年（1993年）六回目作品展「京都四条たち吉スタジオ」、七回目作品展「名古屋三越」
- 平成7年（1995年）八回目作品展「銀座和光」

### 受賞歴
- 昭和55年（1980年）「青少年まつり文化大賞」受賞（八代襲名前）
- 平成4年（1992年）「第14回都市文化奨励賞」受賞（八代目玉屋庄兵衛 ）
- 平成7年（1995年）「第１回NHK東海いぶき賞」受賞（初代萬屋仁兵衛）「第10回パチンコ大衆文化賞」受賞（初代萬屋仁兵衛）

## 二代目萬屋仁兵衛
本名は小川健一（昭和38年（1963年）6月15日－ ）。愛知県名古屋市東区に生まれる。 
幼少より地元の祭礼である出来町天王祭においてからくり人形に親しみ、鹿子神車山車の曳行行事を経験する。平成2年（1990年）26歳の時に八代目玉屋庄兵衛に弟子入り。平成4年（1992年）先代より玉屋文造名を頂く。平成7年（1995年） 八代目玉屋庄兵衛から初代萬屋仁兵衛に改名と共に萬屋文造名へ改名する。同年8月23日、 初代萬屋仁兵衛死去に伴い萬屋仁兵衛文造へ改名する。弟子入り10年後の平成12年（2000年）8月26日 先代後援会の支援を賜り600名余りの人に祝福され、二代目萬屋仁兵衛を正式に襲名。その裏で襲名式直前に母親が他界した事実を伏せたまま執り行われた。平成13年（2001年）5月5日 愛知県春日井市高蔵寺に工房を立ち上げる。令和2年（2020年）より、からくり人形師を改め「祭礼人形師」として活動する。 

### 二代目作品歴
【機械制御人形】
- 平成9年（1997年）名古屋市中区伏見駅構内常設「口上人形」制作。名古屋御園座が創業百周年を記念し名古屋市営地下鉄へ寄贈。（平成30年（2018年）伏見駅再開発のため撤去）
- 平成9‐10年（1997年‐1998年）岐阜県高山市飛騨高山まつりの森 常設祭屋台「福寿台」「神楽台」搭載からくり人形制作。
- 平成11年（1999年）愛知県春日井市文化フォーラム春日井「小野道風人形」制作。
- 平成12年（2000年）愛知県春日井市 日本料理水徳本店「品玉人形」制作。
- 平成14年（2002年）名古屋市大須万松寺ビル「白雪稲荷のからくり人形」制作。（平成20年（2008年）頃から故障、平成27年（2015年）に撤去）
- 平成23年（2011年）岐阜県高山市 飛騨高山まつりの森 常設祭屋台「金鶏台」搭載からくり人形制作。
- 平成24年（2012年）三重県菰野町 私立美術館 岡田文化財団パラミタミュージアム創立者 小嶋千鶴子より、収蔵品制作依頼を承り「納曾利」制作。
- 令和元年（2019年）三重県菰野町 私立美術館 岡田文化財団パラミタミュージアム収蔵品2体目「女石橋」制作。

【座敷人形】
- 個人向け各種人形を多数制作。「茶くみ人形（2005年作）」はゼンマイ部には希少な長尺セミクジラ鬚を使用。国内外で多数の出展歴があり高い評価を得ている。
- 平成24年（2012年）伊勢せきや本店収蔵 完全復元作品「茶くみ人形」制作。

【文楽人形（県指定重要無形民俗文化財の一部）】
- 平成29年（2017年）岐阜県瑞浪市半原操り人形浄瑠璃「姫、お里、久吉」文楽人形を復元修理、「弁慶」文楽人形の衣裳復元新調。
- 令和元年（2019年）岐阜県瑞浪市 半原操り人形浄瑠璃「おわさ」文楽人形の衣裳復元新調。

【神人形（国選択無形民俗文化財の一部）】
- 令和3年（2021年）岐阜県美濃市大矢田神社 ひんここ祭り「猩々姫」神人形復元新調。

【燈籠人形（国指定重要無形民俗文化財の一部）】
- 平成16‐20年（2004年‐2008年）福岡県八女市 福島八幡宮燈籠人形芝居「八女福島の燈篭人形」復元修理。

【祭礼用人形（有形民俗文化財及び無形民俗文化財の一部に指定）】
- 山車祭が盛んな地域である、東海3県を中心に全国に所在する祭礼用人形のべ数百体の復元修理や新調を手がける。現在の令和時代において、祭礼用人形の復元修理及び新調を精力的に取り組んでいる。動く祭礼用人形の操作稽古時の故障や祭礼時は山車に搭載され曳行の衝撃による応急修理を行うことがある。人形の動き方や使用頻度、保存状態にもよるが胡粉塗替えや正絹糸等の消耗品交換、本体及び関係部材の復元修理を行う[9]。

【その他】
- 寺院、個人向け特製人形、節句人形及び山車模型など多数制作。

### 二代目展示歴
- 平成8年（1996年）東京都品川区 O美術館「ひとがたからくりロボット展」
- 平成9年（1997年）福島県立美術館 大「細工」展
- 平成10年（1998年）静岡県藤枝市郷土博物館「からくり人形展」
- 平成11年（1999年）愛知県春日井市 文化フォーラム春日井「小野道風・開館記念人形展」
- 平成12年（2000年）香川県高松市 石の民族資料館「からくり人形展」
- 平成13年（2001年）福井県坂井市 みくに龍翔館「からくり人形の世界展」、愛知県春日井市 文化フォーラム春日井「萬屋仁兵衛 木偶展」
- 平成16年（2004年）福岡県北九州市 市立自然史歴史博物館「人形展」、北海道札幌市青少年科学館「夏休み特別展」
- 平成17年（2005年）愛知県長久手市 愛知万博「春日井の日」
- 平成19年（2007年）愛知県名古屋市博物館「名古屋市博物館開館30周年記念展」、千葉県千葉市 千葉ポートスクエア「テプコ地球館特別展」
- 平成20年（2008年）愛知県長久手市 名都美術館「木偶師二代目萬屋仁兵衛展」
- 平成22年（2010年）中華人民共和国上海市 「上海国際博覧会」出展協力、名古屋能楽堂「名古屋の山車祭り展」
- 平成23年（2011年）愛知県長久手市 名都美術館「萬屋仁兵衛の世界 企画展」
- 平成26年（2014年）スイスジュネーブ アリアナ博物館「国交樹立150周年記念事業」出展・公演協力
- 令和元年（2019年）三重県菰野町パラミタミュージアム 岡田文化財団設立40周年記念「二代目萬屋仁兵衛展 ー伝統からくり人形の世界ー」

### 所属会員
- 平成25年（2013年）－　京都府京都市「全国山・鉾・屋台行事保存連合会」技術者正会員。連合会顧問 ※植木行宣氏の推薦による認定。　　　　　　　　　　　 　　　　　　　　　　　　 ※植木行宣（うえき ゆきのぶ）： 1932年 兵庫県生まれ。1961年 立命館大学大学院卒。日本芸能文化史・民俗学専攻。文学博士。京都学園大学教授。